# فرودگاه بین‌المللی پچ-پاگونی
فرودگاه بین‌المللی پچ-پاگونی (به انگلیسی: Pécs-Pogány International Airport) (به زبان بومی: Pécs-Pogány repülőtér) یک فرودگاه همگانی با کد یاتا QPJ است که یک باند فرود آسفالت دارد و طول باند آن ۱۵۰۰ متر است. این فرودگاه در شهر پچ کشور مجارستان قرار دارد و در ارتفاع ۳۰۵ متری از سطح دریا واقع شده‌است.